# Хальзов, Виктор Степанович
Виктор Степанович Хальзов (17 июля 1921, Вольск, Саратовская губерния — 24 июня 1985, Куйбышев) — старший пилот 686-го штурмового авиационного полка, участник Великой Отечественной войны, Герой Советского Союза.

## Биография
Родился 17 июля 1921 года в городе Вольск ныне Саратовской области.
С 1942 года участник Великой Отечественной войны на Сталинградском, Южном, 1, 2 и 3-м Прибалтийских фронтах.
Прибыл в свой полк летом 1942 года. 15 июля 1942 года Хальзов принимал участие в операции по уничтожению вражеской колонны возле Миллерово Ростовской области. Пилот уничтожил один танк и несколько автомашин противника. 30 августа участвовал в уничтожении переправы через Дон в районе Калача. 31 августа принимал участие в уничтожении танковой колонны. Всего Хальзов совершил более сотни вылетов и уничтожил несколько десятков танков и несколько сотен автомашин.
Представлен к награждению званием Героя Советского Союза «за 46 успешных боевых вылетов во время боёв под Сталинградом». Указом Президиума Верховного Совета СССР «О присвоении звания Героя Советского Союза начальствующему составу Военно-Воздушных сил Красной Армии» от 24 мая 1943 года за «образцовое выполнение боевых заданий командования на фронте борьбы с немецкими захватчиками и проявленные при этом отвагу и геройство» с вручением ордена Ленина и медали «Золотая Звезда».
Жил в городе Куйбышев. Умер 24 июня 1985 года.

## Награды
- Герой Советского Союза;
- орден Ленина;
- два ордена Красного Знамени;
- два ордена Отечественной войны 1-й степени;
- два ордена Красной Звезды;
- медаль «За боевые заслуги»;
- медаль «За оборону Сталинграда».